# Одељење дигитализације Библиотеке Бора Станковић у Врању
Одељење дигитализације Библиотеке Бора Станковић у Врању је одељење градске библиотеке у коме се обавља технички процес дигитализације за потребе веб аликације дигиталне библиотеке.

## Формирање одељења
Како библиотеке у Србији имају обавезу да континуирано раде на дигитализацији библиотечко-информационе грађе и извора, као дела културног наслеђа Србије (Закон о библиотечко информационој делатности, Сл. гласник РС, број 52/2011), формирање Одељења за дигитализацију био је приоритетан задатак Библиотеке Бора
Станковић у Врању у 2022. години који је успешно окончан. На конкурсу Министарства културе за финансирање или суфинансирање пројеката из области дигитализације културног наслеђа и савременог стваралаштва у 2022. години, врањској библиотеци одобрена су средства  за формирање Одељења за дигитализацију. Министарство културе је пројекат подржало са 800.000 динара, док је Град Врање, као суфинансијер, учествовао са 381.000 динара. Пројектним средствима библиотека је набавила неопходну рачунарску опрему (компјутер са јаким
графичким способностима, софтвер за дигитализацију, скенер и другу техничку опрему) с циљем оспособљавања одељења за сам технички процес дигитализације и инсталирала LINUX оперативни систем на серверу, као и неопходне програме за рад веб аликације дигиталне библиотеке. Интензивним радом и успешном реализацијом пројекта постигнути су резултати, мерљиви и доступни јавности, стручној и општој у домену отвореног приступа. Одељење је званично отворено 20. јуна 2022. године на свечаности поводом Дана установе, у присуству представника Министарства културе и Народне библиотеке Србије.

## О одељењу
Фокус дигитализације су дела завичајних писаца која се налазе у Завичајном одељењу, књиге о Врању, разгледнице, фотографије, плакати, каталози, географске карте и све оно што сведочи о историји, култури и традицији Врања и околине. Дигитализовани материјал корисницима је доступан путем линка на веб сајту библиотеке или на адреси www.digitalna.bibliotekavranje.rs. У оквиру пројекта дигитализовано је 128 разгледница и шест монографских публикација (најстарија издања Боре Станковића). Сав дигитализовани материјал је претражив у пуном тексту. Дигитална библиотека је промотер завичајне културне баштине, са великом
могућношћу презентовања и претраживања, видљива и јавно доступна широком кругу људи. Намењена је како студентима и истраживачима, тако и ентузијастима који желе да сазнају нешто више о Врању и врањском крају. Пројекат је, поред очувања значајне књижевне и културне баштине, развојем дигиталне интернет платформе, омогућио и једноставно управљање подацима о дигиталној грађи, увид и коришћење дигиталног садржаја стручној јавности и свим заинтересованим грађанима. Дигитализација у Библиотеци Бора Станковић је постала редовна активност која ће се у континуитету спроводити у годинама које долазе.

## Галерија
- Почетак реализације пројекта дигитализације означен је на Дан установе 2022. године
- Дигитализација књижног фонда ради се у континуитету
- Дигитализују се стара издања књиге чувеног врањског писца Борисава Станковића
- Дигитализација се ради у посебном компјутерском програму
- Рад одељења помогао је и Град Врање опремањем ентеријера
- Формирање Одељења за дигитализацију био је приоритетан задатак библиотеке у 2022. години
- Врањска библиотека је већ дигитализовала велики број књига
- За дигитализацију је набаљена најсавременија техничка опрема